# Бендикс, Рейнхард
Рейнхард Бе́ндикс (25 февраля 1916 года, Берлин — 28 февраля 1991 года, Беркли) — американский социолог немецкого происхождения, представитель неовеберианского направления.

## Биография
Родился в семье берлинского адвоката Людвига Бендикса. Учился в гимназии Грюневальд в Берлине. Будучи подростком, в 1930-х годах был участником социалистического движения Новый путь Социал-демократической партии Германии и еврейского социалистического сионистского движения Ха-шомер ха-цаир, которые оказывали сопротивление нацистам. В 1938 году он эмигрировал в Соединенные Штаты. Он получил степени бакалавра и магистра, а также доктора наук в Университете Чикаго, а затем преподавал там с 1943 по 1946 год. Затем он преподавал в течение года на социологическом факультете Университета Колорадо до переезда на кафедру социологии в Калифорнийском университете в Беркли в 1947 году, где он оставался до конца своей карьеры.

## Научная деятельность
Свою теоретическую позицию ученый сформулировал в процессе критики эволюционистских теорий и системного подхода социологии. Основным объектом критики выступал структурный функционализм. С точки зрения Бендикса, теория Парсонса является слишком общей и абстрактной и потому не может дать адекватного объяснения исторических процессов. Процесс модернизации никогда не был прямолинейным и равномерным, как это представлялось сторонникам функционализма. Бендикс отвергал идею, что все общества в ходе модернизации должны пройти через одни и те же стадии развития. В каждой стране процесс модернизации обладает специфическими чертами, обусловленными историко-культурными особенностями региона.
Как резюмирует позицию Бендикса шведский исследователь Тернквист: «Цель развития для многих стран была общей, но средства её достижения, а с тем и историко-эмпирические пути действия, менялись. Не только экономические процессы шли разным путём и образовывали разные структурные образцы. Политические, социальные и культурные порядки тоже отличались один от другого. Бендикс хочет, чтобы социология вплотную занялась этими различными путями развития и не упустила нюансов и различий при одностороннем подчеркивании схожих черт».
Одной из основных причин неравномерного развития обществ Бендикс считал сохранение исторически сложившихся социальных структур, которые даже в кризисных ситуациях оказываются чрезвычайно устойчивыми. Ученый отмечал также то обстоятельство, что масштабные социальные изменения в одной стране оказывают воздействие на другие страны. Причем, каждая страна, вставшая на путь модернизации даже в новой исторической ситуации, если не копировала, то испытывала сильное влияние существующих образцов экономических и политических изменений.

## Работы
- Work and authority in industry. N. Y., 1956;
- Max Weber: An intellectual portrait. L., 1960;
- Nation-building and citizenship. N. Y., 1964;
- Kings or people: Power and the mandate to rule. Berkeley: University of California Press, 1980.
- Образ общества у М. Вебера // Вебер М. Избранное. Образ общества. М., 1994.